# Comando Rothschild
El Comando Rothschild fue un pequeño grupo militar promovido por el PNV cuyos miembros fueron cuidadosamente seleccionados y entrenados para acciones peligrosas o difíciles. La primera selección la llevó a cabo Primitivo Abad. Fue la única unidad de este tipo compuesta por vascos, creada en 1945 en el Château Rothschild, en Cernay-la-Ville, a 30 kilómetros de París. El gobierno vasco de la República quería crear un cuerpo militar de ayuda si regresaban a Vancongadas; ésta es precisamente la base de la formación de estos comandos. Las fuerzas armadas que tenía -el batallón de Guernica en Francia y la Naya de Euz, internamente- no fueron consideradas adecuadas, ni por su ideología ni por su capacidad profesional. José Antonio Aguirre negoció en máximo secreto la formación de mil comandos con las autoridades de EEUU.
A partir de mayo de 1945, un primer proto-comando de 110 efectivos se instruyó  en elChâteau. Sus miembros eran veteranos del Gernika, otros procedían del Euzko Naya y había también "niños de la guerra" procedentes del Reino Unido. Signaron un contrato con en el Gobierno de Estados Unidos, como empleados durante un semestre, comprometiéndose a guardar secreto. Estuvieron bajo el mando del comandante Warner y luego del comandante Basset, recibieron instrucción intensiva militar: artes marciales, cartografía, uso de explosivos y de armamento moderno, etc. Pero la falta de interés del gobierno de Truman frustró el proyecto, disolviéndose a finales de julio. Algunos de sus veteranos serían posteriormente asesores de seguridad del PNV o aparecieron entrenando a los primeros comandos de ETA. Uno de sus miembros fue José Antonio Beleda, quien admitió sentirse frustrado ante las expectativas de poder desalojar a Franco en 1945.